# Burg Olbrück

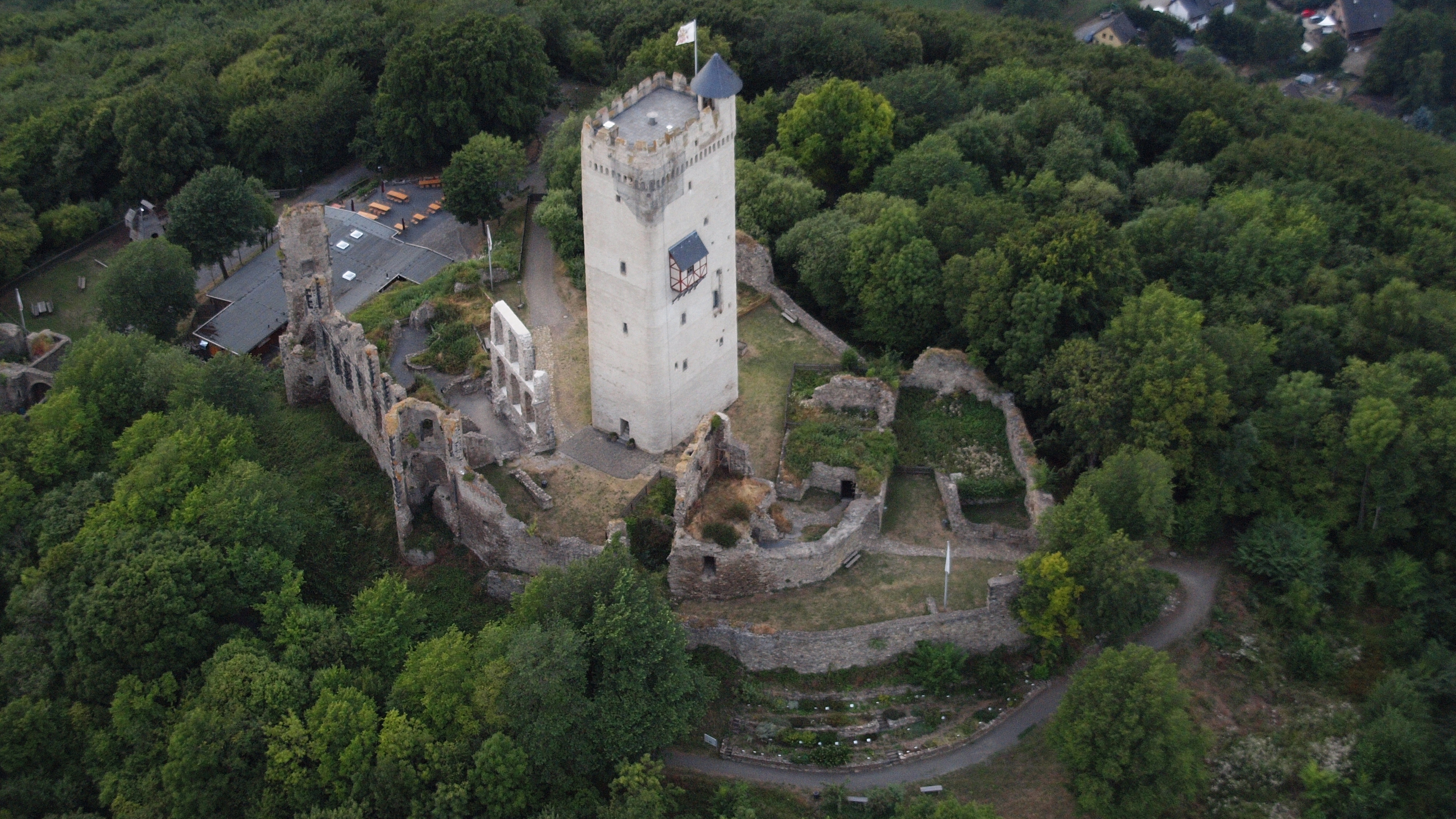
Luftbild der Burgruine

Die Burg Olbrück, umgangssprachlich oft als die Olbrück bezeichnet, ist eine in der Osteifel bei Hain im rheinland-pfälzischen Landkreis Ahrweiler gelegene Burgruine.
Mehr als 15 Familien waren seit der Burggründung um 1100 Eigentümer der Anlage. Mehrmals wurde sie zerstört und immer wieder – zumindest teilweise – aufgebaut. Die Höhenburg ist eine der ältesten sowie größten ihrer Art in der Eifel. Sie steht seit dem 24. Juni 1980 unter Denkmalschutz und ist das größte  sichtbare Wahrzeichen des Brohltals.

## Beschreibung

Grundriss der Burg von 1904

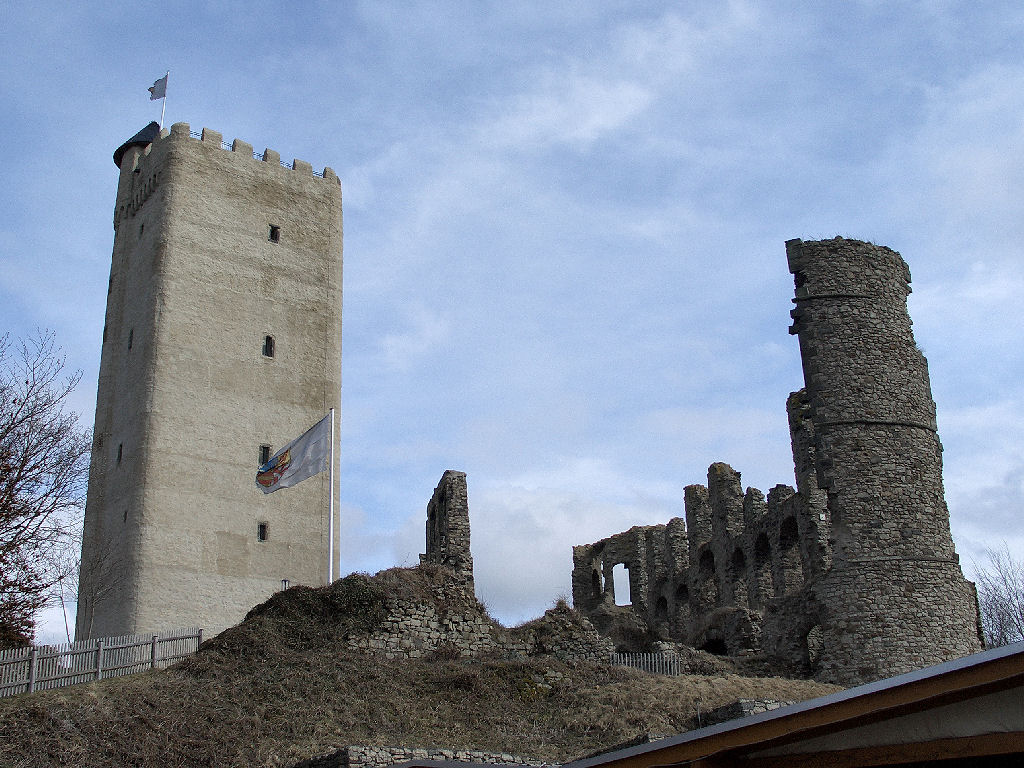
Hauptturm und Ruine des Wohnbaus

Die Burg steht in der Osteifel auf dem etwa 460 Meter hohen Phonolithkegel des Burgbergs, der sich westlich von Hain, südwestlich Niederdürenbach und südsüdöstlich von Holzwiesen erhebt. Auf dem Berg liegt das Naturschutzgebiet Olbrück, das am 13. Januar 1986 ausgewiesen wurde.
Es handelt sich bei der Olbrück um eine Höhenburg mit rautenförmigem Grundriss. Die Burg wird vom 34,10 Meter hohen Hauptturm in der Mitte der Anlage beherrscht. Er wird auf die Mitte des 14. Jahrhunderts datiert und ist damit der älteste erhaltene Teil der Anlage. Sein oberstes Geschoss besteht aus einer heute als Aussichtsplattform genutzten Wehrplatte, deren Zinnenkranz eine Rekonstruktion des 19. Jahrhunderts ist. Der oft als Bergfried bezeichnete Wohnturm besitzt abgerundete Ecken und einen etwa 8 × 12,5 Meter messenden Grundriss. Sein verputztes Mauerwerk ist bis zu fünf Meter dick. Die Räume der fünf Turmgeschosse besitzen Gewölbedecken und sind durch eine Wendeltreppe in der Nordostecke erschlossen. Sie dienen heute als Museumsräume, in denen sich der Besucher über die Baugeschichte und Funktion von Burgen informieren kann. Der Turmzugang befindet sich heute im Erdgeschoss, früher lag der Hocheingang jedoch im zweiten Stockwerk und war nur über eine Zugbrücke von einem benachbarten Wohngebäude aus zu erreichen. Er ist heute noch als schmale Rundbogenöffnung an der Nordseite zu erkennen. Der Fachwerkerker an der Außenseite des dritten Obergeschosses ist eine freie Rekonstruktion aus dem Jahr 2001. Vom Dach des Turms hat der Besucher einen guten Ausblick auf den Rhein im Osten, das Ahrgebirge im Norden und die im Süden gelegenen Landschaft der Vulkaneifel. Bei gutem Wetter ist sogar der Kölner Dom zu erkennen.
Südlich davon finden sich die Reste eines rechteckigen Wohnbaus, dessen Langseite durch Fenster in sieben Achsen eingeteilt war. Seine beiden Ecken an der Südseite waren durch massive Rundtürme markiert. Das Gebäude stammte vom Ende des 17. Jahrhunderts und wurde unter Verwendung älterer Fundamente errichtet. Nach Nordosten schließen sich die Reste eines mittelalterlichen Wohngebäudes an, darunter auch ein Raum, der noch Gewölbeansätze besitzt und deshalb als ehemalige Kapelle interpretiert wird. Die gesamte Kernburg ist heute noch von Überresten der einstigen Ringmauer umgeben und besaß im Osten, Westen und Norden einen Zwinger.
Der Zugang zum Burgareal erfolgt von Süden durch ein tiefer gelegenes, neugotisches Tor, das von einem dicken, runden Turm flankiert wird. Dessen heutiges Obergeschoss wurde dem Turmstumpf erst im Jahr 1875 aufgesetzt.

## Geschichte
Die Bergkuppe, auf der sich die Burgruine befindet, wurde schon von Kelten und Römern zur Überwachung des Brohltals genutzt. Die mittelalterliche Wehranlage war Mittelpunkt einer zehn Dörfer umfassenden Herrschaft, die in den ältesten Urkunden als Oleburg und Holebriche erscheint.
Bereits in der ersten Stiftungsurkunde der Abtei Laach (heute Maria Laach) von 1093 wird ein Burchardus von Ulbrucke (Burkhard von Olbrück)  erwähnt. Zahlreiche Indizien weisen darauf hin, dass es sich bei dieser Urkunde um eine Fälschung aus dem 13. Jahrhundert handelt. Erst die zweite Stiftungsurkunde der Abtei von 1112, in der ein Burghardus de Oreburch Erwähnung findet, ist ein verlässlicher Hinweis auf eine Adelsfamilie, die ihren Sitz auf der Burg Olbrück hatte. Burkhard von Olbrück stammte aus dem Geschlecht derer zu Wied, in dessen alleinigen Besitz sich Olbrück bis 1244 befand, ehe die Hauptlinie der Familie erlosch. Um 1190 trug Dietrich I. von Wied die Burganlage dem Kölner Erzbischof Philipp I. von Heinsberg für 400 Mark zu Lehen auf.
Als die ältere Linie des Hauses Wied 1244 ausstarb, fiel eine Hälfte Olbrücks an die Brüder Bruno II. von Braunsberg und Dietrich von Isenburg, während die andere an deren Vettern Gottfried und Gerhard von Eppstein ging. Die Eppsteiner verkauften ihren Anteil 1271 an einen Ritter namens Peter I. von Eich, der darüber hinaus auch die Hälfte des Isenburgischen Besitzes erwarb.
Ein Restteil Olbrücks befand sich bis 1306 immer noch in Eppsteiner Besitz, ehe dieser an den Grafen Rupprecht II. von Virneburg veräußert wurde. 1318 wurde der Eich’sche Anteil an der Burg zwischen den einzelnen Familienlinien aufgeteilt, womit Olbrück endgültig den Status einer Ganerbenburg erhielt. Der Virneburger Anteil an der Anlage wechselte ab 1319 mehrmals die Besitzer, ehe Agnes von Virneburg im Jahr 1329 Wilhelm I. von Isenburg-Braunsberg heiratete und dieser die Burg seiner Frau zum Hochzeitsgeschenk machte, womit die Anlage wieder in Virneburger Besitz kam.
Durch Heirat geriet ein Teil der Olbrücker Burganlage 1373 an Friedrich und Philipp von Schöneck, während die Erbtochter Katharina von Eich 1390 heiratete und ihren Erbteil an der Burg an die Familie ihres Mannes, Wilhelm von Orsbeck, brachte. 1422 erfolgte eine weitere Zersplitterung der Besitzanteile durch die Heirat Elisabeths von Eich mit Godart von Drachenfels. Dessen Sohn veräußert seinen Teil 1469 an die Familie von Wied.
Im ersten Viertel des 16. Jahrhunderts hatten sich die Besitzverhältnisse an der Burg Olbrück durch Kauf, Verpfändung, Heirat, Erbe und Übertragung derart weit unter den verschiedensten Familien verzweigt, dass es schwer fiel, einen Überblick darüber zu behalten. Mehr als ein Dutzend Adelsgeschlechter konnten mit Anteilen an Olbrück aufwarten, und so ist es nicht verwunderlich, dass sich Streitigkeiten über die Besitzverhältnisse jahrzehntelang hinzogen. Dies änderte sich erst am 22. April 1555, als nach zähen Verhandlungen, familiären Kleinkriegen und diversen Schiedsgerichten, Burg und Herrschaft Olbrück für 15.000 Goldgulden in den alleinigen Besitz der Familie Waldbott von Bassenheim kamen.
Während des Dreißigjährigen Kriegs wurde die Anlage 1632 von schwedischen Truppen unter Wolf Heinrich von Baudissin eingenommen und verwüstet. Doch schon im Januar 1633 konnten sie spanische und kurkölnische Truppen unter dem Befehl von Graf Ernst von Isenburg-Grenzau zurückerobern. 1660 teilweise eingestürzt, wurde die Burg anschließend unter Leitung des Kapuzinerpaters Bonitius aus Linz wiederhergestellt.

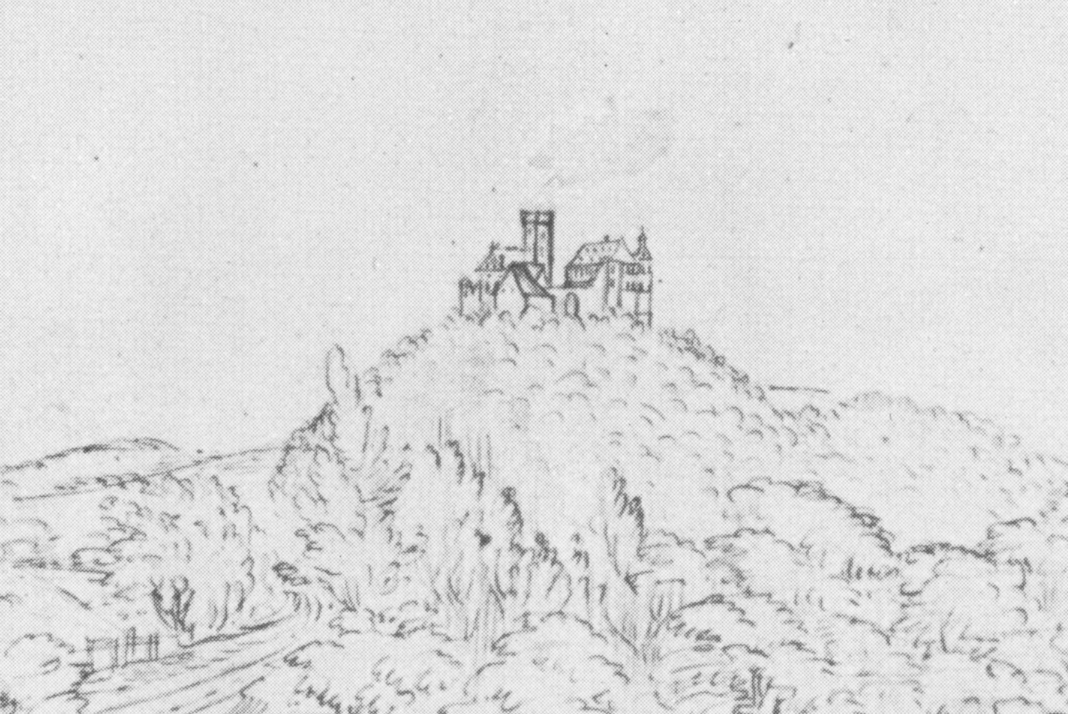
Burg Olbrück auf einer Zeichnung Renier Roidkins, um 1725

Im Zuge des Pfälzischen Erbfolgekrieges lag eine französische Garnison aus 26 Dragonern und 52 Soldaten in der Burg. Als diese am 30. April 1689 endlich abrückten, erreichte der Burgverwalter Engelbert von Keiffenheim durch eine Zahlung von 236 Gulden, dass die Anlage nicht wie üblich geschleift wurde. Doch die Erleichterung der Burgbewohner darüber hielt nicht lange an, denn als der französische General François d’Escoubleau mit seinen Truppen am 3. Mai an Olbrück vorüberzog und die Anlage unversehrt vorfand, erteilte er den Befehl, sie doch noch zu zerstören. Große Teile der Bausubstanz wurden abgerissen und an mehreren Stellen Feuer gelegt. Aber die Bewohner Olbrücks verzagten nicht und begannen bereits 1690 mit dem Wiederaufbau. Aus jener Bauzeit stammten die Kapelle und der repräsentative, oft fälschlicherweise als Palas bezeichnete Wohnbau im Stil des Barocks.
Als französische Revolutionstruppen das Rheinland besetzten, wurde die Burg Olbrück 1797 als Wohnsitz aufgegeben. Die Anlage wurde konfisziert und zu Nationaleigentum erklärt, ehe sie 1804 von der französischen Verwaltung auf Abbruch verkauft und anschließend als Steinbruch genutzt wurde. Ein erneuter Reigen von wechselnden Eigentümern setzte ein. 1878 erwarb der von der Ostseeinsel Oesel stammende deutsch-russische Adlige Freiherr Oskar Otto von Ekesparre die Anlage, deren Hauptturm 1874/75 durch den Ahrweiler Kreisbaumeister Hermann Cuno renoviert worden war. Im Zuge dieser Maßnahmen hatte der Bau einen neuen Zinnenkranz und eine Holztreppe im Erdgeschoss erhalten. Eckesparre ließ die vier Räume des Turms wohnlich ausbauen und herrichten. Als er aber durch familiäre Bedingungen das Interesse an der Burg Olbrück verlor, verkaufte er sie wieder.
Ab 1956 war dann der Düsseldorfer Architekt Rainer Maria Schlitter Eigentümer der Anlage. Wegen fehlender Mittel und behördlicher Auflagen konnte er seinen Plan, eine große Wohnanlage oder ein Hotel zu errichten, nicht verwirklichen. Trotz einiger Restaurierungsarbeiten und Erneuerungsmaßnahmen  verfiel die Burganlage – auch durch Vandalismus – zusehends. Nachdem die Verbandsgemeinde Brohltal die Ruine im November 1998 auf Betreiben des damaligen Bürgermeisters Hermann Höfer in Pacht übernommen hatte, wurde sie in das Konzept des Vulkanparks Brohltal/Laacher See als Museum und Denkmal einbezogen und mit erheblichen finanziellen Mitteln in der Zeit von 1999 bis 2001 saniert. Dabei wurden auch archäologische Untersuchungen durchgeführt. Seit dem 1. September 2001 ist die Burganlage mit Restaurant für die Öffentlichkeit gegen Entgelt zugänglich.
Im Jahr 2012 veräußerte Schlitter die Burg Olbrück, nachdem Verkaufsgespräche zwischen ihm und der Verbandsgemeinde gescheitert waren, an den slowakischen Finanzberater Pavol Pavlovic. Umstrittene Planungen sehen am Nordrand der Kernburg auf der Terrasse einer ehemaligen Unterburg ein gigantisches Hotelprojekt in futuristischer Architektur vor, das den Blick auf die Burg und deren Wirkung stark beeinträchtigen und den Zugang der Öffentlichkeit beschränken würde. Die Deutsche Burgenvereinigung fürchtet, die Burg Olbrück werde „als Baudenkmal unwiederbringlich geschädigt“.